# Eugen Schüfftan
Eugen Schüfftan (Breslavia, 21 luglio 1893 – New York, 6 settembre 1977) è stato un direttore della fotografia ed effettista tedesco.
Vinse l'Oscar alla migliore fotografia nel 1962 per il film Lo spaccone.
La sua fama è inoltre legata al cosiddetto effetto Schüfftan, tecnica utilizzata per inserire gli attori all'interno di set in miniatura, utilizzata per la prima volta nel film Metropolis di Fritz Lang.

## Filmografia parziale

### Effetti fotografici
- I nibelunghi (Die Nibelungen), regia di Fritz Lang (1924)
- Eifersucht, regia di Karl Grune (1925)
- Varieté, regia di Ewald André Dupont (1925)
- Manon Lescaut, regia di Arthur Robison (1926)
- Metropolis, regia di Fritz Lang (1927)
- Eine Dubarry von heute, regia di Alexander Korda (1927)
- Napoleone (Napoléon), regia di Abel Gance (1927)
- Love Me and the World Is Mine, regia di E.A. Dupont (1927)
- Lo specchio scuro (The Dark Mirror), regia di Robert Siodmak (1946)
- Il mostro magnetico (The Magnetic Monster), regia di Curt Siodmak e, non accreditato, Herbert L. Strock - supervisore (1953)

### Direttore della fotografia
- Abschied, regia di Robert Siodmak (1930)
- Mia moglie, che imbrogliona! (Meine Frau, die Hochstaplerin), regia di Kurt Gerron (1931)
- Il corridore di maratona (Der Läufer von Marathon), regia di E. A. Dupont (1933)
- Mademoiselle Docteur, regia di Georg Wilhelm Pabst (1937)
- Le Roman de Werther, regia di Max Ophüls (1938)
- Il pazzo di Hitler (Hitler's Madman), regia di Douglas Sirk (1943)
- Avvenne domani (It Happened Tomorrow), regia di René Clair (1944)
- Occhi senza volto (Les Yeux sans visage), regia di Georges Franju (1960)